# Jeppe Grønning
Jeppe Nørregaard Grønning (ur. 24 maja 1991) – duński piłkarz występujący na pozycji pomocnika w duńskim klubie Viborg FF.

## Kariera klubowa

### FC Fyn
W 2009 roku dołączył do akademii FC Fyn. Zadebiutował 21 marca 2010 w meczu 1. division przeciwko Akademisk BK (2:4). Pierwszą bramkę zdobył 10 kwietnia 2011 w meczu ligowym przeciwko Kolding FC (2:2). W sezonie 2010/11 jego zespół zajął przedostatnie miejsce w tabeli i spadł do niższej ligi. W sezonie 2011/12 jego drużyna zdobyła mistrzostwo 2. division.

### Viborg FF
1 lipca 2012 podpisał kontrakt z klubem Viborg FF. Zadebiutował 28 lipca 2012 w meczu 1. division przeciwko Brønshøj BK (2:2). W sezonie 2012/13 jego zespół zajął pierwsze miejsce w tabeli i awansował do najwyższej ligi. W Superligaen zadebiutował 18 sierpnia 2013 w meczu przeciwko SønderjyskE Fodbold (0:3).

### Hobro IK
31 stycznia 2014 został wysłany na wypożyczenie do drużyny Hobro IK. Zadebiutował 20 marca 2014 w meczu 1. division przeciwko FC Fredericia (1:0). Pierwszą bramkę zdobył 12 kwietnia 2014 w meczu ligowym przeciwko Akademisk BK (1:2). W sezonie 2013/14 jego zespół zajął drugie miejsce w tabeli i awansował do Superligaen.

### Viborg FF
30 czerwca 2014 powrócił do zespołu Viborg FF z wypożyczenia. W sezonie 2014/15 jego zespół ponownie awansował do najwyższej ligi. 14 grudnia 2016 przedłużył kontrakt z klubem o dwa i pół roku. W sezonie 2016/17 po porażce w barażach o utrzymanie z FC Helsingør (1:1) i (2:2), jego drużyna spadła do 1. division. 5 września 2017 został kapitanem zespołu. Pierwszą bramkę zdobył 12 listopada 2017 w meczu ligowym przeciwko Skive IK (1:3). W styczniu 2019 podpisał nowy kontrakt obowiązujący do lata 2022 roku. W sezonie 2020/21 jego zespół zajął pierwsze miejsce w tabeli i awansował do Superligaen.

## Statystyki
(aktualne na dzień 8 czerwca 2021)
| Klub               | Sezon              | Liga               | Liga  | Liga   | Puchar kraju | Puchar kraju | Suma  | Suma   |
| Klub               | Sezon              | Liga               | Mecze | Bramki | Mecze        | Bramki       | Mecze | Bramki |
| ------------------ | ------------------ | ------------------ | ----- | ------ | ------------ | ------------ | ----- | ------ |
| FC Fyn             | 2009/10            | 1. division        | 14    | 0      | 0            | 0            | 14    | 0      |
| FC Fyn             | 2010/11            | 1. division        | 22    | 2      | 0            | 0            | 22    | 2      |
| FC Fyn             | 2011/12            | 2. division        | 2     | 0      | 0            | 0            | 2     | 0      |
| FC Fyn             | Ogólnie            | Ogólnie            | 38    | 2      | 0            | 0            | 38    | 2      |
| Viborg FF          | 2012/13            | 1. division        | 28    | 0      | 0            | 0            | 28    | 0      |
| Viborg FF          | 2013/14            | Superligaen        | 5     | 0      | 1            | 0            | 6     | 0      |
| Viborg FF          | Ogólnie            | Ogólnie            | 33    | 0      | 1            | 0            | 34    | 0      |
| Hobro IK (wyp.)    | 2013/14            | 1. division        | 15    | 3      | 0            | 0            | 15    | 3      |
| Hobro IK (wyp.)    | Ogólnie            | Ogólnie            | 15    | 3      | 0            | 0            | 15    | 3      |
| Viborg FF          | 2014/15            | 1. division        | 30    | 0      | 1            | 0            | 31    | 0      |
| Viborg FF          | 2015/16            | Superligaen        | 28    | 0      | 0            | 0            | 28    | 0      |
| Viborg FF          | 2016/17            | Superligaen        | 37    | 0      | 2            | 0            | 39    | 0      |
| Viborg FF          | 2017/18            | 1. division        | 30    | 2      | 2            | 0            | 32    | 2      |
| Viborg FF          | 2018/19            | 1. division        | 32    | 4      | 2            | 0            | 34    | 4      |
| Viborg FF          | 2019/20            | 1. division        | 31    | 1      | 2            | 0            | 33    | 1      |
| Viborg FF          | 2020/21            | 1. division        | 29    | 2      | 2            | 0            | 31    | 2      |
| Viborg FF          | Ogólnie            | Ogólnie            | 217   | 9      | 11           | 0            | 228   | 9      |
| Ogólnie w karierze | Ogólnie w karierze | Ogólnie w karierze | 303   | 14     | 12           | 0            | 315   | 14     |

## Sukcesy

### FC Fyn
- Mistrzostwo 2. division (1×): 2011/2012

### Viborg FF
- Mistrzostwo 1. division (3×): 2012/2013, 2014/2015, 2020/2021
- Wicemistrzostwo 1. division (2×): 2018/2019, 2019/2020

### Hobro IK
- Wicemistrzostwo 1. division (1×): 2013/2014